# John D. C. Little
John Dutton Conant Little (* 1. Februar 1928 in Boston; † 27. September 2024) war ein US-amerikanischer Universitätsprofessor.:1 Little unterrichtete an der MIT Sloan School of Management.:9 Little war der erste Mensch, der im Fach Operations Research (OR) promoviert wurde.:1

## Leben
Little wurde als Sohn von Margaret J. Little und John D. Little in Boston geboren.:1 Er wuchs in Andover, Massachusetts, auf.:1 Margaret lehrte Englisch und wurde später zur Leiterin einer Privatschule in Andover.:1 John (Senior) besuchte die öffentlichen Schulen in Malden und später das Dartmouth College, das er ohne Abschluss im Ersten Weltkrieg verließ, um als Fahrer eines Ambulanzwagens in Frankreich zu dienen.:1 Nach seiner Rückkehr arbeitete er in verschiedenen Anstellungen, darunter auch als Reporter für den Boston Herald, Redakteur für ein Finanzblatt in Washington, D. C., Wertpapierhändler, Autor des Office of War Information im Zweiten Weltkrieg und Sachbearbeiter für Kreditvergabe.:1
John (Junior) besuchte die öffentlichen Schulen in Andover, wo er sich als Schüler besonders in Mathematik und den Wissenschaften auszeichnete.:1 Er erwarb sich ein Stipendium für die Phillips Academy, wo er viele Wissenschaftspreise gewann.:1 1945 schloss er die Ausbildung dort ab und schrieb sich am Massachusetts Institute of Technology (MIT) im Fach Physik ein.:1 Das Studium schloss er mit einem Bachelor of Science (S.B.) nach drei Jahren ab.:2
Little bereiste die USA für zehn Monate, nahm verschiedene Gelegenheitsjobs an und schrieb sich 1951 erneut am MIT ein, um einen höheren Abschluss in Physik zu erlangen.:2 Gleichzeitig belegte er einen von George Wadsworth geleiteten Kurs in Operations Research der Fachschaft für Mathematik.:2 Little konnte sich eine Forschungsassistenz bei dem Physiker und OR-Pionier Philip M. Morse sichern.:2 Bei einer Suche nach einem Thema für seine Dissertation fragte er Morse um Rat und nachdem ihm dieser verschiedenen Themen der Physik vorgeschlagen hatte, erwähnte er auch die Möglichkeit einer Arbeit im OR-Bereich.:3 Das Thema erschien Little interessanter und er nahm die Arbeit an seiner Dissertation auf. Sie handelte vom Wassermanagement eines Reservoirs mit Stromerzeugung, bei dem unsicherere Zuflüsse durch Niederschläge und ein wechselnder Strombedarf auf der Abnehmerseite wirkten.:3 Obendrein ist der Wasserdruck entscheidend für die Stromerzeugung – höhere Wasserstände erzeugen mehr Strom je Kubikmeter – gleichzeitig aber sinkt dadurch der Wasserspiegel und die Leistung der Generatoren sinkt ebenfalls.:3 John formulierte das Problem als dynamisches Programm das aufgrund der hohen Anzahl von Zustandsvariablen schnell mehr Laufzeit forderte. Er konnte es in vereinfachter Form auf einem der ersten Digitalrechner der damaligen Zeit berechnen, dem Whirlwind, und seine Dissertation damit abschließen.:2 Es handelte sich bei dem Problem wahrscheinlich um die erste nicht-militärische Optimierung, die auf dem Whirlwind berechnet wurde.:3 1955 wurde John Little als erster Mensch weltweit im Fach Operations Research promoviert.:3 Sein Doktorvater war Philip Morse.:3
Drei Monate nach seiner Promotion wurde Little zum Wehrdienst ins Militär eingezogen, den er als OR-Spezialist im Fort Monroe in Hampton, Virginia leistete. Nach seiner Entlassung, 1957, nahm Little Dozententätigkeit am Case Institute of Technology auf, der heutigen Case Western Reserve University. Hier sammelte Little erste Erfahrungen mit industriellen OR-Problemstellungen.
Ein Projekt mit M&M’s machte ihn auf Probleme der Werbung aufmerksam.:4 Der CEO des Unternehmens stoppte seine Werbung und das Case Institute und Little überwachten die Ergebnisse.:4 Wie zu erwarten fielen die Verkäufe nach Einstellung der Werbung erst langsam, dann zunehmend schnell.:4 Case machte eine Empfehlung für den Kauf von Werbezeiten im Fernsehprogramm.:4 Mit Cummins übernahm das Case Institute einen Konflikt zwischen einem Hersteller und seinen unabhängigen Distributoren.:4 Immer, wenn Cummins seine Werbemaßnahmen verstärkte, um den Distributoren zu helfen, reduzierten diese kurz danach ihre eigenen Anstrengungen.:4 Little konnte mit grafischen Analysen aufzeigen, dass das Verhalten der Distributoren rational und ihnen nicht vorzuwerfen war.:4 Mit dieser Art von Erfahrung begann Little einen eigenen Kurs in OR oder Marketing zu lehren.:4 Neben Marketing-Problemen forschte Little auch an anderen OR-Problemen wie dem Problem des Handlungsreisenden und ähnlichen Problemen der Kombinatorik.:4 Während seiner Zeit am Case Institute entwickelte Little sein berühmtestes Ergebnis, Littles Gesetz mit seiner Bedeutung für die Warteschlangentheorie.:4 Mit Hilfe von Littles Gesetz kann man die Länge einer Warteschlange, die Wartedauer oder die Ankunftsrate berechnen, indem nur zwei der Werte gemessen werden. Das Gesetz findet heute Anwendung in verschiedenen Themenbereichen, von den Kunden in einer Bank, über landende Flugzeuge auf einem Flugplatz und einem Datenpaket in einem Computernetzwerk bis hin zur Puffergröße vor einer Maschine.:4
Im Jahr 1962 kehrte Little ans MIT zurück, wo er seine Lehrtätigkeit als Associate Professor begann.:6 John investierte seine Zeit in die Untersuchung von Verkehrsflüssen und Ampeln, die er noch am Case begonnen hatte.:6 Er arbeitete mit dem Mathematiker John Morgan, der einen der Case-Computer so programmierte, dass die Ampelschaltungen einer Straße optimierte.:6 Während dieses Problem für eine Einbahnstraße relativ einfach zu lösen ist, wird es auf einer zweispurigen Straße schnell sehr komplex.:6 Am MIT erweiterte Little diese Ergebnisse auf ganze Straßennetze.:6 Er setzte dabei eine Technik der linearen Programmierung ein.:6 Little wurde von Kollegen aus verschiedenen Fachrichtungen unterstützt und die Federal Highway Administration ließ das Team ein Programmpaket entwickeln, welches die Highway Administration an lokale Behörden verteilte, um die Verkehrssteuerung zu optimieren.:6
Da Little nun von einer Business School beschäftigt wurde, wandte er sich dem Marketing zu, wo er neue, mit OR-lösbare Probleme entdeckte.:7 Hier beschäftigte er sich mit den oben erwähnten Werbeproblemen und konnte kosteneffiziente Strategien für den Werbeeinsatz entwickeln.: Gemeinsam mit seinem Doktorschüler Leonard Lodish entwickelte er ein Computersystem, mit dem der Kommunikationskanal und -zeiten aufgrund eines definierten Algorithmus bestimmt wurden, die zuvor nur auf Verdacht entschieden werden konnten.:7 Ähnliche Probleme löste er für Nabisco.:7 Daraus resultierte ein Artikel (Models and managers: The concept of a decision calculus, 1970) welches Little mit den bemerkenswerten Worten einleitete: Das große Problem mit Modellen der Management-Wissenschaften besteht darin, dass Manager sie praktisch nie verwenden.:7
Little demonstrierte damit nicht Verachtung des Berufsstands, sondern eher sein Verständnis für Manager, für die ein Modell einfach, robust, leicht zu steuern, adaptiv, vollständig in wesentlichen Themen und leicht zu kommunizieren (Little 1970, B-469, B483).:8 Das Paper wurde als eines der zehn einflussreichsten bezeichnet, die in den ersten 50 Jahre des Journals Management Science veröffentlicht wurden.:8 All seine Ergebnisse formte Little in Programmen, die als Decision Support Systeme für Manager ausgelegt wurden.:8
Als Ende der 1970er-Jahre Computer am Point of Sale verfügbar wurden, stieg die Menge der erfassten Daten sintflutartig an. Little und Peter Guadagni, einer seiner Masterstudenten, entwickelten Modelle zur Verwertung dieser Daten.:9 Es entstand einer der meistzitierten Artikel der Zeitschrift Marketing Science.:9 Eine Novität des Modells war eine Loyalitäts-Variable (0-1), mit der vergangenes Verhalten des Käufers bewertet wurde.:9

## Ehrungen
Little wurde zum Fellow der National Academy of Engineering gewählt, und mit dem Parlin Award und dem Paul D. Converse Award der American Marketing Association ausgezeichnet.:13 Er wurde für außergewöhnliche Beiträge zum Operations Research als Mitglied der National Academy of Engineering gewählt.:13

## Bibliografie

### Von J. D. C. Little
- The Marketing Information Revolution (gemeinsam mit Blattberg und Glazer)
- The use of storage water in a hydroelectric system, (1955) John D. C. Little, Journal of the Operations Research Society of America 3 (2), 187-197
- A proof for the queuing formula: L= λ W, (1961) John D. C. Little, Operations research 9 (3), 383-387
- A logit model of brand choice calibrated on scanner data. 1983, P. M. Guadagni und J. D. C. Little. Marketing Science 2(3) 203-238.
- An algorithm for the traveling salesman problem, (1961) John D. C. Little, K. G. Murty, D. W. Sweeney und C. Karel, Operations research 11 (6), 972-989
- Little's Law as Viewed on Its 50th Anniversary, Operations Research Vol. 59, No. 3 (2011): 536-549.
- Comments on ‘Managers and Models: The Concept of a Decision Calculus' -- Managerial Models for Practice, John D. C. Little, Management Science Vol. 50, No. 12_s (2004): 1854–1860.
- Models and Managers: The Concept of a Decision Calculus, John D. C. Little, Management Science Vol. 50, No. 12_s (2004): 1841–1853.
- Philip M. Morse and the Beginnings, John D. C. Little, Operations Research Vol. 50, No. 1 (2002): 146-148.
- The History of the Marketing College is a Work in Progress, John D. C. Little, Marketing Science Vol. 20, No. 4 (2001): 364-372.
- Integrated Measures of Sales, Merchandising, and Distribution, John D. C. Little, International Journal of Research in Marketing Vol. 15, No. 5 (1998): 473-485.

### Über J. D. C. Little
- John D. C. Little, John R. Hauser und Glen L. Urban, in Profiles in Operations Research, Springer Verlage, Seite 659–676